# 長光尾海龍
長光尾海龍（学名：Festucalex prolixus），为輻鰭魚綱棘背魚目海龍魚科的其中一種，分布於中西太平洋區，包括印尼、菲律賓等海域，棲息深度可達100公尺，體長可達3.6公分，棲息在大陸棚，卵胎生。